# Xyloryctes
Xyloryctes (Hope, 1837) è il nome di un genere di coleotteri appartenenti alla famiglia degli Scarabeidi (sottofamiglia Dynastinae).

## Descrizione

### Adulto
Si tratta di insetti di dimensioni medio-grandi. Presentano un corpo robusto e tarchiato, dal color castano scuro. I maschi presentano un vistoso corno cefalico e una pronunciata cavità pronale, mentre le femmine presentano un tubercolo sul capo ed il pronoto un po' scavato..

### Larva
Le larve hanno l'aspetto di vermi bianchi dalla forma a "C". Presentano il capo sclerificato e le tre paia di zampe atrofizzate. Lungo i fianchi presentano una serie di forellini chitinosi che permettono all'insetto di respirare nel terreno.

## Biologia
La biologia di questi scarabeidi è poco nota, soprattutto per le specie localizzate lell'America centrale.

## Distribuzione
Le specie appartenenti al genere Xyloryctes sono distribuiti in un areale che si estende dal sud del Canada fino a Panama, con la maggioranza di esse situate in Messico e in Guatemala.

## Tassonomia
Il genere racchiude le seguenti specie:
- Xyloryctes corniger Bates, 1888 c g
- Xyloryctes ensifer Bates, 1888 i c g
- Xyloryctes faunus Casey, 1895 c g
- Xyloryctes furcatus Burmeister, 1847 c g
- Xyloryctes guatemalensis Bitar & Delgado, 2009 c g
- Xyloryctes howdenorum Delgado & Najera, 1992 c g
- Xyloryctes jamaicensis (Drury, 1773) i c g b (rhinoceros beetle)
- Xyloryctes lobicollis Bates, 1888 c g
- Xyloryctes orientalis Bitar & Morón, 2014 c g
- Xyloryctes splendidus Prell, 1914 c g
- Xyloryctes telephus Burmeister, 1847 i c g
- Xyloryctes teuthras Bates, 1888 c g
- Xyloryctes thestalus BATES, 1888 i c g b